# Magdalena Majcher
Magdalena Majcher (ur. 13 września 1990 w Czeladzi) – polska pisarka, anglistka, autorka kilkudziesięciu powieści obyczajowych i historycznych.

## Życiorys
Urodziła się i wychowała w Czeladzi w województwie śląskim. Absolwentka filologii angielskiej (specjalność translatyka) z językiem hiszpańskim w Wyższej Szkole Zarządzania Ochroną Pracy w Katowicach. W 2014 rozpoczęła pisanie bloga recenzenckiego. Swoją karierę rozpoczęła jako copywriterka w czasopismach oraz autorka opowiadań. Po urodzeniu swojego drugiego syna podjęła decyzję o rezygnacji z pracy na etacie i podjęciu pracy zawodowego pisarza. Mieszka w Katowicach.

## Książki
Opublikowała następujące książki:
- Jeden wieczór w Paradise, wyd. Edipresse, Warszawa 2016, ISBN 978-83-7945-289-7
- Stan nie! błogosławiony, wyd. Pascal, Warszawa 2017, ISBN 978-83-7642-885-7
- Matka mojej córki, wyd. Pascal, Warszawa 2017, ISBN 978-83-8103-037-3
- Cykl Wszystkie pory uczuć
  - Wszystkie pory uczuć. Jesień, wyd. Pascal, Warszawa 2017, ISBN 978-83-8103-042-7
  - Wszystkie pory uczuć. Zima, wyd. Pascal, Warszawa 2018, ISBN 978-83-8103-192-9
  - Wszystkie pory uczuć. Wiosna, wyd. Pascal, Warszawa 2018, ISBN 978-83-8103-193-6
  - Wszystkie pory uczuć. Lato, wyd. Pascal, Warszawa 2018, ISBN 978-83-8103-231-5

- W cieniu tamtych dni, wyd. Pascal, Warszawa 2018, ISBN 978-83-7642-881-9
- Cykl grudniowej nocy, wyd. Pascal, Warszawa 2018, ISBN 978-83-8103-348-0
- Jeszcze jeden uśmiech, wyd. Pascal, Warszawa 2019,
- Lato w Pensjonacie pod Bukami (współautorki: Dorota Gąsiorowska, Agnieszka Krawczyk , Agnieszka Lis, Dorota Milli, Anna H. Niemczynow, Marzena Rogalska, Joanna Szarańska, Karolina Wilczyńska, Magdalena Witkiewicz), wyd. Filia, Warszawa 2019, ISBN 978-83-8075-685-4
- Cykl Saga Nadmorska
  - Obcy powiew wiatru, wyd. Pascal, Warszawa 2019, ISBN 978-83-8103-465-4
  - Zimny kolor nieba, wyd. Pascal, Warszawa 2019, ISBN 978-83-8103-466-1
  - Znany szum nieba, wyd. Pascal, Warszawa 2019, ISBN 978-83-8103-467-8

- Miłość z widokiem na Śnieżkę, (współautorzy: Ilona Ciepał-Jaranowska, Tomasz Kieres, Dorota Milli, Anna H. Niemczynow, Agnieszka Olejnik, Karolina Wilczyńska, Magdalena Witkiewicz, wyd. Filia, Warszawa 2019, ISBN 978-83-8075-917-6
- Dzień w którym Cię poznałam, wyd. Pascal, Warszawa 2020, ISBN 978-83-8103-529-3
- Port nad zatoką, wyd. Pascal, Warszawa 2020, ISBN 978-83-8103-566-8
- Cykl Osiedle Pogodne
  - Prawda przychodzi nieproszona, wyd. Pascal, Warszawa 2020, ISBN 978-83-8103-562-0
  - Życie oparte na kłamstwach, wyd. Pascal, Warszawa 2020, ISBN 978-83-8103-563-7
  - Nie czas na tajemnice, wyd. Pascal, Warszawa 2020, ISBN 978-83-8103-564-4
  - Małe wielkie sekrety, wyd. Pascal, Warszawa 2021, ISBN 978-83-8103-565-1
- Czułe spotkania, (współautorzy: Liliana Fabisińska, Adriana Rak, Natasza Socha, Magdalena Wala, Edyta Świętek), wyd. Pascal, Warszawa 2020, ISBN 978-83-8103-687-0
- Najważniejszy, wyd. Pascal, Warszawa 2020, ISBN 978-83-8103-692-4
- Wigilijne opowieści, (współautorzy: Tomasz Betcher, Jacek Galiński, Karolina Głogowska, Jagna Kaczanowska, Agnieszka Lis, Agnieszka Litorowicz-Siegert, Katarzyna Berenika Miszczuk, Martyna Raduchowska, Alek Rogoziński, Małgorzata Oliwia Sobczak, Milena Wójtowicz i inni, wyd. W.A.B. Warszawa 2020 ISBN 978-83-280-8346-2
- Mocna więź, wyd. W.A.B. Warszawa 2021, ISBN 978-83-280-8498-8
- Światło, które nigdy nie gaśnie, wyd. Pascal, Warszawa 2021, ISBN 978-83-8103-780-8
- Rakowiska, wyd. W.A.B Warszawa 2024